# Villiers-Herbisse
Villiers-Herbisse é uma comuna francesa na região administrativa de Grande Leste, no departamento de Aube. Estende-se por uma área de 26,44 km². Em 2010 a comuna tinha 88 habitantes (densidade: 3,3 hab./km²).